# Boulengerula changamwensis
Espèce
Statut de conservation UICN

 EN B1ab(iii) : En danger
Boulengerula changamwensis est une espèce de gymnophiones de la famille des Herpelidae.

## Répartition et habitat
Cette espèce se rencontre dans les monts Shimba au Kenya et dans les monts Shire au Malawi. Sa présence est incertaine en Tanzanie et au Mozambique.
Elle vit dans la forêt tropicale humide de basse altitude.

## Étymologie
Son nom d'espèce, composé de changamw[e] et du suffixe latin -ensis, « qui vit dans, qui habite », lui a été donné en référence au lieu de sa découverte, la ville de Changamwe.

## Publication originale
- Loveridge, 1932 : New Reptiles and Amphibians from Tanganyika Territory and Kenya Colony. Bulletin of the Museum of Comparative Zoology, vol. 72, p. 374-387 (texte intégral).